# Tinakypäräjärvi
Tinakypäräjärvi är en sjö i Finland. Den ligger i Pieksämäki kommun och landskapet Södra Savolax. Tinakypäräjärvi ligger 107,5 meter över havet. I omgivningarna runt Hallaselka växer i huvudsak blandskog.